# 化学者

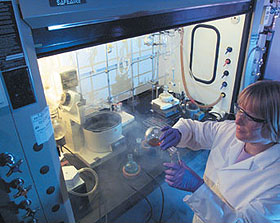
ステレオタイプな化学者の例

化学者（かがくしゃ）は、主として化学を研究する研究者である。
化学を意味する"chemistry"は、ギリシア語の「雑多な素材を混ぜ合わせる」という言葉から由来したといわれるが、その本来の語源はアラビア語（كيمياءまたはالكيمياء）である。日本語では19世紀末頃まで「舎密学（せいみがく）」と表記したこともある。
語源的には、alchemist（錬金術師、中世の神秘的化学者）と同じ。最初のもっとも著名な化学者は、バーゼル大学医学部の教授だったといわれるパラケルススで、彼はタロット占いのカードの1に描かれている「魔法使い」のモデルとしても知られている。
現在では、意味は化学に携わる研究者のことに限られる。他の学問領域との境界領域に携わっている場合、どう呼ぶかについての明確な定義はない。時折同音の科学者と取り違えられたり混同される場合があるが、科学と化学は分野の内容や範疇および定義が異なる。
化学者というと「長い白衣を着て、手に試験管を持つ」というステレオタイプがあるが、実際にはそのような化学者は少ない。長白衣は「袖を引っ掛けるため、瓶や器具を転倒させるため危険」とされ、基本的にはニチェット式の（医師等が着用する）白衣を着用する。元々は指示薬の染みをつけないようにするものであるから、割烹着以上の意味はない。また、試験管で反応させることは稀で、通常はガラス器具を組み立てて実験する。